# Rokometni klub Zvezda Logatec
Rokometni klub Zvezda Logatec je slovenski rokometni klub iz Logatca. Njegova domača dvorana je športna dvorana Logatec . Člansko moštvo igra v  1.B DRL, kar je  druga slovenska liga. 